# Леушино (Фарафоновское сельское поселение)
Леу́шино — деревня в Кашинском районе Тверской области. Входит в состав Фарафоновского сельского поселения (до 2006 года входило в состав Введенского сельского округа).

## География
Находится в 9 км к северо-востоку от Кашина.

## Население
По данным переписи 2002 года население — 17 жителей, 5 мужчин, 12 женщин.

## История
По данным 1859 года казённая деревня Леушино, имеет 135 жителей при 21 дворе. Во второй половине XIX — начале XX века деревня относилась к Чагинскому приходу Подберезской волости Кашинского уезда Тверской губернии.